# Astronotus mikoljii
Astronotus mikoljii — вид прісноводних риб родини цихлових. Описаний у 2022 році.

## Назва
Вид названо на честь Івана Мікольжі, венесуельського дослідника, телеведучого, письменника, підводного фотографа та аудіовізуального продюсера, на знак визнання того, що він невтомно та з ентузіазмом поширював знання про біорізноманіття та природну історію прісноводних риб, збереження водних екосистем Венесуели та Колумбії.

## Поширення
Прісноводний вид. Поширений у басейні річки Оріноко та затоки Парія у Венесуелі та Колумбії.